# Alberto Loddo
Alberto Loddo (født 5. januar 1979) er en italiensk tidligere professionel cykelrytter.